# Saraj (kommun)
Saraj är en kommun i Nordmakedonien. Den ligger i den nordvästra delen av landet, och är en av tio kommuner i huvudstaden Skopje. Antalet invånare är 35 408. Arean är 229 kvadratkilometer.
Följande samhällen finns i Saraj:
- Saraj
- Arnakija
- Čajlane
- Semenište